# أناثيما (كلمة)

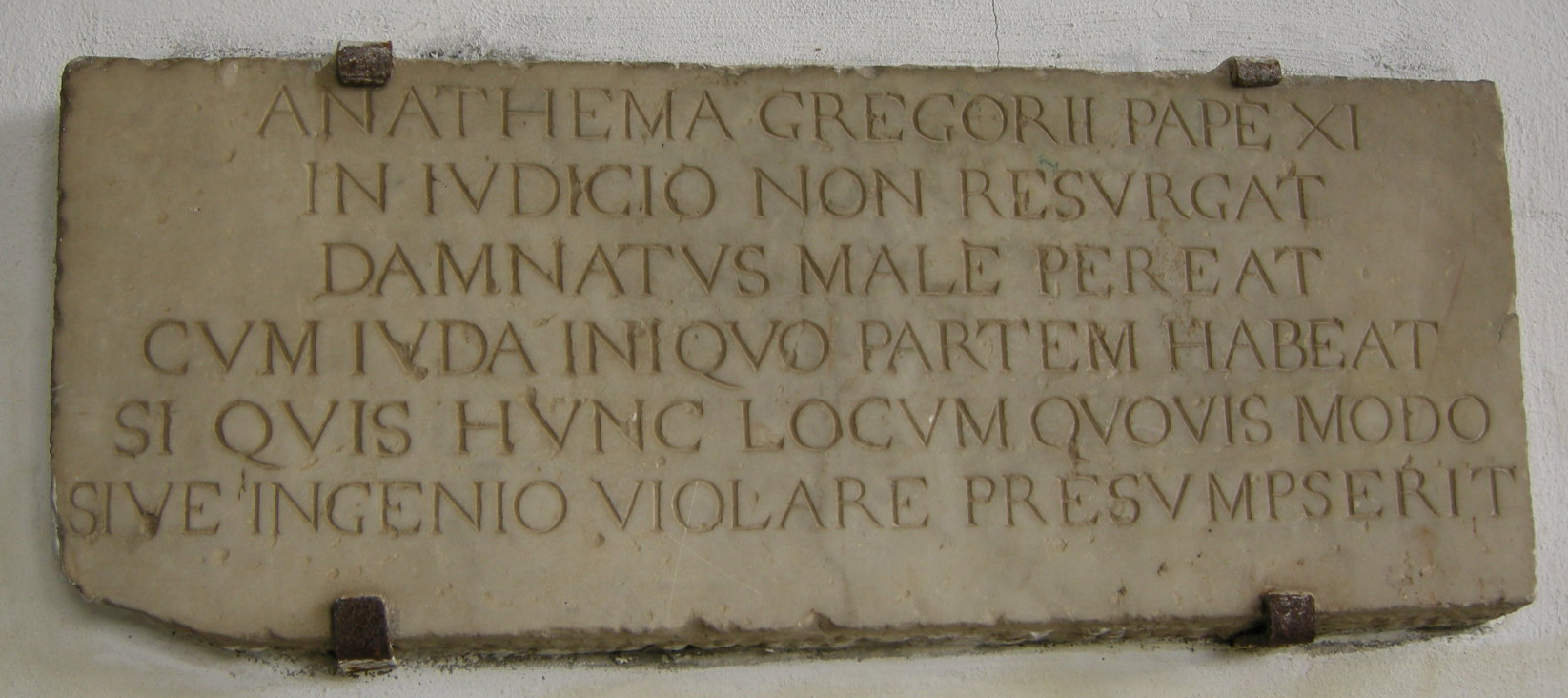

اللغة الكنسية ويدل هذا المفهوم على نوع من الحكم الكنسي، ويعتبر أكثر صرامة من الحرمان الكنسي.

## الاسم
(بعدة لغات: Anathema الأناثيما، أو Anathem أناثيم، من الإغريقية، الهلينية وفي الكتابة اليونانية المعاصرة ανάθεμα، وفي الكتابة التقليدية ἀνάθημα، «المكرَّس للرب» أو «اللعنة»)

## تاريخ المفهوم
منذ العهد الجديد مثَّل اللعنة الكنسية رد الفعل التقليدي للكنيسة ضد كل بدعة (رسالة بولس الرسول إلى أهل غلاطية) إضافة إلى الحالات الخطيرة من الخطايا الخالية من إرادة الرجوع عنها. منذ انعقاد سينودس إلفيرا في العام 306 م صدرت عدة إدانات من خلال صيغة اللعنة الكنسية.
أًصبحت هذه الكلمة في الكنيسة اللاتينية المصطلح التقني للدلالة على الإبعاد عن الكنيسة (ما يُعرف بـالحرمان الكنسي)، وهو القانون الذي فُرض على الزنادقة والعُصاة وهُددو به. فقد اللعنة الكنسية ميزته تماماً في القرون الوسطى من خلال التضخيم به واستخدامه كوسيلة ضغط سياسية من جانب الكثير من آباء الكنيسة، الميزة باعتباره عقوبة كنسية إقصائية، وهو ما أدى بالتالي إلى فقدان فعاليته.
اللعنة الكنسية غير معتمد في نصوص المجمع الفاتيكاني الثاني. كما أن القانون الكنسي الفعلي عند الروم الكاثوليك لا يعرف اللعنة الكنسية، ولكن بالطبع يعتمد الحرمان الكنسي.

## الحرمان الكنسي الصغير والكبير
يميز المرء بين نوعين من الحرمان الكنسي: الصغير والكبير:
- من خلال الحرمان الصغير يُبعَد المؤمنون من القربان المقدس، كما يُحرَم المعاقَبون من المكاتب الكنسية. الحرمان الصغير غالباً ما يكون محدداً بفترة زمنية.
- الحرمان الكبير يُبعِد ذوي العلاقة تماماً وبدون أي محددات زمنية عن المجمع. منذ العام 1220 وحتى عقد صلح أوغسبورغ في العام 1555 تلا الحرمان الكبير تلقائياً ما سمي الحرمان الإمبراطوري.